# U-21-Fußball-Europameisterschaft 2027
Die Endrunde der 26. U-21-Fußball-Europameisterschaft soll im Sommer 2027 in Albanien und Serbien stattfinden. Das UEFA-Exekutivkomitee ernannte am 4. Februar 2025 die Fußballverbände Federata Shqiptare e Futbollit und Fudbalski savez Srbije zu den Gastgebern. Es war die einzige Bewerbung für das Turnier. Als gastgebende Länder sind die albanische und die serbische U-21-Fußballnationalmannschaft automatisch für die Runde der letzten 16 Mannschaften qualifiziert. Die restlichen 14 Teilnehmer werden in der Qualifikation ausgespielt. Zum vierten Mal besteht das Teilnehmerfeld in der Endrunde aus 16 Nationen. Es dürfen Spieler teilnehmen, die am oder nach dem 1. Januar 2004 geboren sind. 
Für beide Ausrichter ist es die erste Austragung einer U-21-Fußball-Europameisterschaft. Die albanische Auswahl qualifizierte sich 1984 für die U-21-Europameisterschaft und erreichte das Viertelfinale. Die serbische Mannschaft nahm an sieben Endrunden der U-21-Fußball-Europameisterschaft (2004, 2006 (beide als Serbien und Montenegro), 2007, 2009, 2015, 2017 und 2019) teil. Dabei erreichte man 2004 und 2007 das Finale.
Die Europameisterschaft ein Jahr vor den Olympischen Sommerspielen 2028 in Los Angeles ist gleichzeitig die Europa-Qualifikation für das olympische Fußballturnier. Dort treten die U-23-Mannschaften mit jeweils bis zu drei Spielern an, die über der Altersgrenze liegen dürfen.

## Spielorte
Für das Turnier sind acht Stadien, vier pro Gastgeber, vorgesehen. Das Eröffnungsspiel soll in Novi Sad stattfinden. Das Finale ist in Tirana vorgesehen.

### Albanien
| Elbasan |

| Rrogozhina |

| Shkodra |

| Tirana |

| Elbasan |

| Rrogozhina |

| Shkodra |

| Tirana |

### Serbien
| Leskovac |

| Novi Sad |

| Loznica |

| Zaječar |

| Leskovac |

| Novi Sad |

| Loznica |

| Zaječar |